# سیچی اوسانایی
سیچی اوسانایی (انگلیسی: Seiichi Osanai؛ زادهٔ ۲۰ دسامبر ۱۹۵۳) کشتی‌گیر اهل ژاپن بود.